# Anton Diabelli

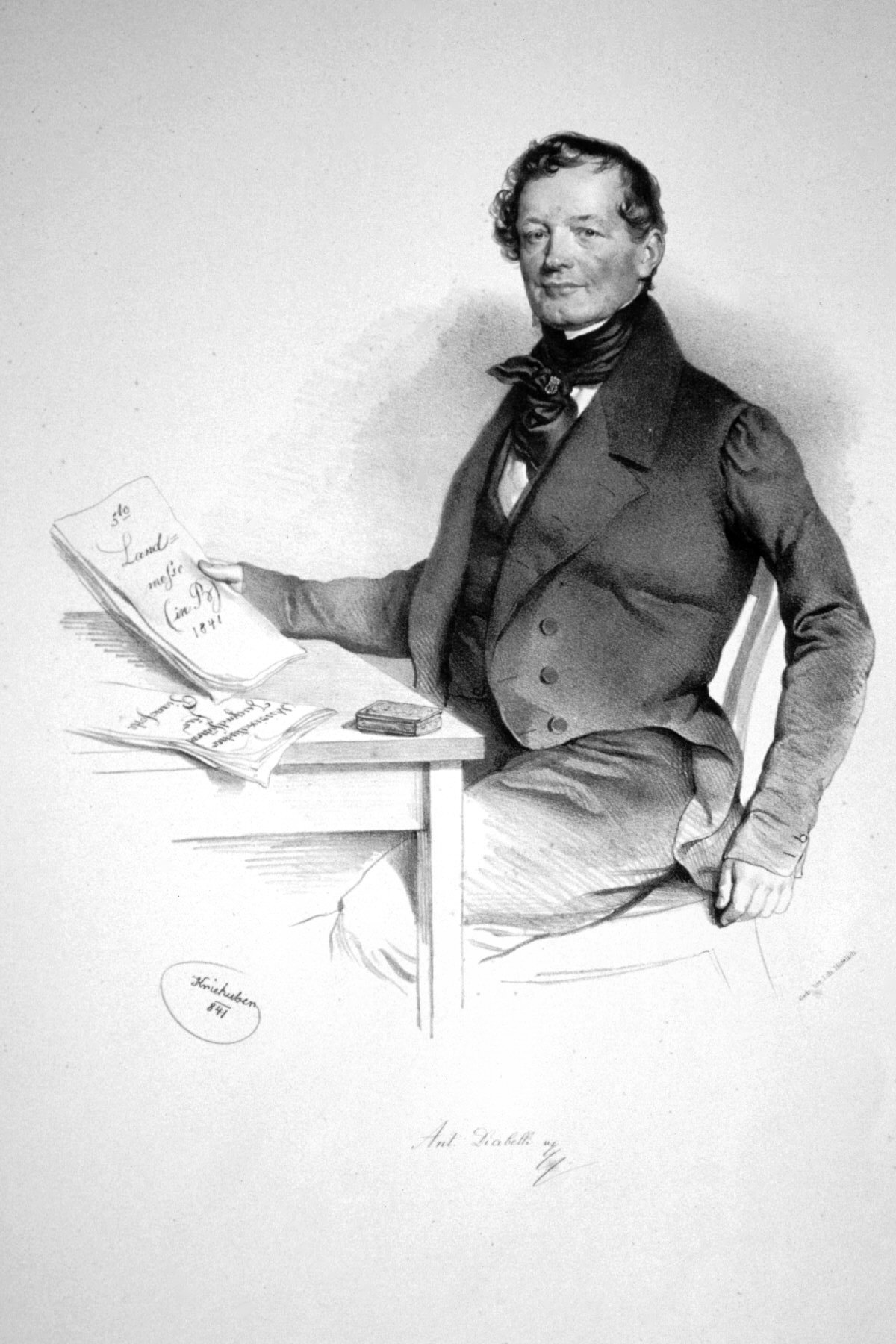
Anton Diabelli

Anton Diabelli (Mattsee, 6 september 1781 - Wenen, 7 april 1858) was een Oostenrijks muziekuitgever en componist. In zijn tijd stond hij vooral te boek als uitgever, maar tegenwoordig is hij vooral bekend vanwege zijn wals waar Beethoven een serie van 33 variaties op schreef (de Diabelli Variaties).
Diabelli was geboren in Mattsee bij Salzburg. Hij volgde aanvankelijk een priesteropleiding, maar kreeg ook muziekles van Michael Haydn. Hij verhuisde naar Wenen om piano- en gitaarles te gaan geven. Daar zette hij (met zakenpartner Pietro Cappi) in 1818 een muziekuitgeverij op.
De firma Cappi & Diabelli (die in 1824 Diabelli & Co. werd) werd bekend door uitgaven van eenvoudige zettingen (arrangementen) van populaire stukken, die amateurs thuis konden spelen. De zaak werd ook weldra bekend door hun serieuzere uitgaven, zoals de eerste uitgaven van werken van Franz Schubert.
Diabelli schreef als componist een bescheiden hoeveelheid werken, waaronder een operette Adam in der Klemme, een paar missen en liederen en een groter aantal piano- en gitaarwerken. Zijn stukken voor quatre-mains werden erg geliefd onder amateurpianisten. Ook zijn ze erg populair bij beginnende pianoleerlingen. Zij spelen deze dan met hun leraar of lerares.
Wellicht ironisch is dat het stuk waardoor Diabelli bekend werd (de wals van de Diabelli Variaties) eigenlijk geschreven was als onderdeel van de uitgeversstrategie. In 1819 besloot Diabelli te proberen een band met variaties op een wals te publiceren, waarbij de wals als uitgangspunt werd gegeven aan een aantal significante vooral Oostenrijkse componisten om elk een variatie te maken op die wals. Vijftig componisten reageerden met stukken, waaronder Schubert, de negenjarige Franz Liszt en Johann Nepomuk Hummel. Carl Czerny zou een coda schrijven, en het geheel werd als Vaterländischer Künstlerverein gepubliceerd.
Beethoven echter leverde niet slechts 1 variatie aan, maar 33. Deze werden dan ook als zelfstandig werk gepubliceerd in 1824. Deze variatieserie (die de naam Diabellivariaties kreeg, wordt tegenwoordig gezien als belangrijk piano-oeuvre van Beethoven, en als de grootste variatiecyclus van zijn tijd.
Diabelli's uitgeverij groeide gestaag gedurende zijn leven, en in 1851 trok Diabelli zich eruit terug. De uitgeverij ging toen over in handen van Carl Anton Spina. Toen Diabelli overleed in 1858 ging Spina door met uitgeven en publiceerde veel muziek van Johann Strauss II en Josef Strauss. In 1872 werd het bedrijf overgenomen door Friedrich Schreiber, om in 1876 te fuseren met de uitgeverij van August Cranz, die het bedrijf in 1879 kocht en het onder zijn eigen naam voortzette.
Diabelli overleed in Wenen op 76-jarige leeftijd.